# Ægidius Gelenius
Ægidius Gelenius, né le 10 juin 1595 à Kempen et mort le 24 août 1656 à Osnabrück, est un ecclésiastique catholique allemand qui est historiographe de Cologne.

## Biographie

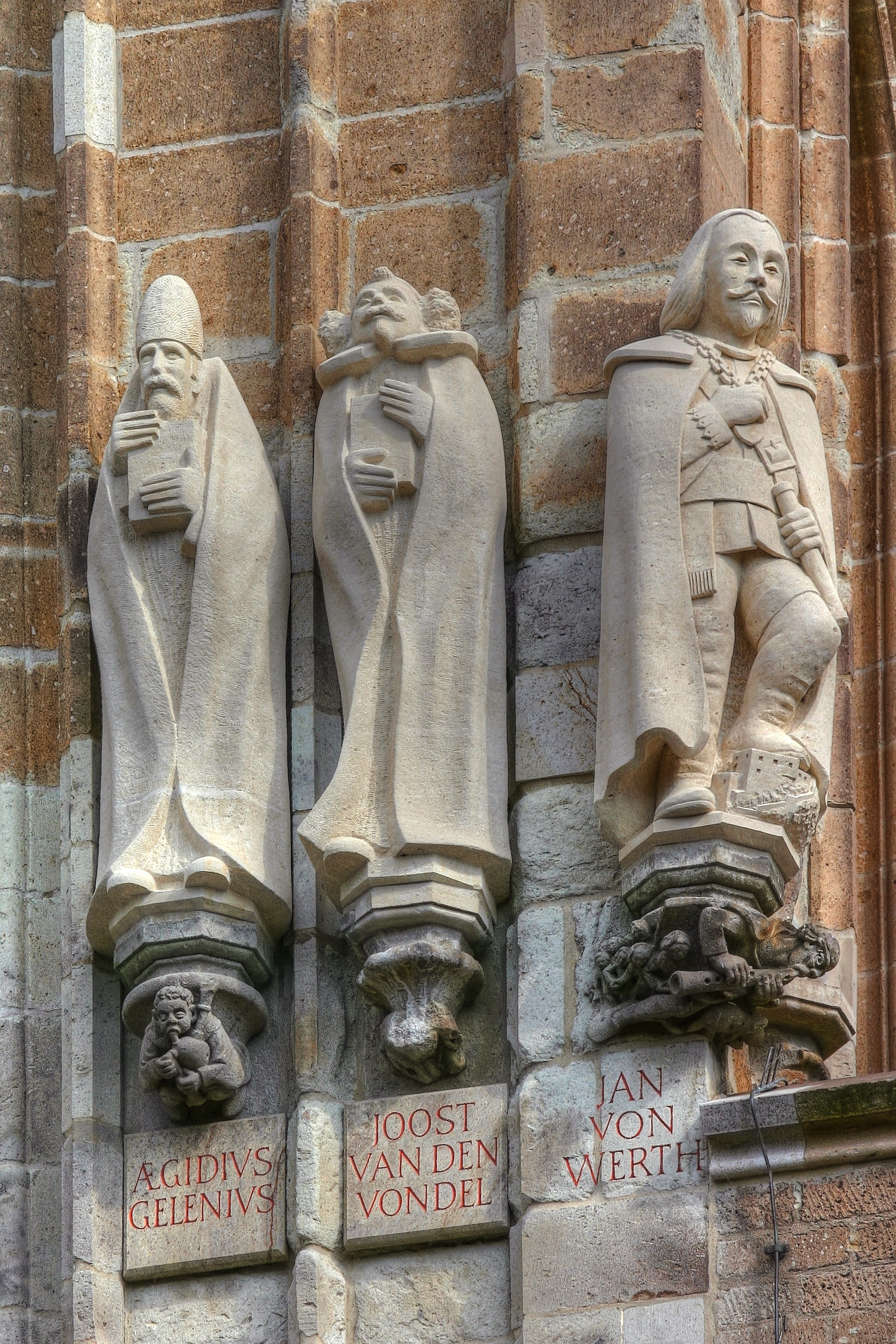
Statue d'Ægidius Gelenius sur la tour de l'hôtel de ville de Cologne (à gauche), sculptures de Paul de Swaaf

Il est ordonné prêtre le 16 mars 1619 pour l'archidiocèse de Cologne, et devient évêque titulaire (c'est-à-dire évêque in partibus) d'Auréliopolis-en-Asie (de)  et évêque auxiliaire d'Osnabrück. Sa consécration épiscopale a lieu le 26 mars 1656, mais il meurt peu après.
Son ouvrage le plus connu est un livre paru en latin en 1645 à Cologne, intitulé De admiranda sacra et civili magnitudine Coloniae.
L'historien de Cologne Johannes Gelenius (1585–1631)  était son frère.